# ヴィーナスとキューピッド、マルス
『ヴィーナスとキューピッド、マルス』（伊: Venere, Cupido e Marte、英: Venus, Cupid and Mars）は、イタリア・バロック期の巨匠グエルチーノが1633年にキャンバス上に油彩で制作した絵画である。グエルチーノがエステ家の人物の肖像画を描くためにサッスオーロに滞在していた時期に、フランチェスコ1世・デステがサッスオーロ・ドゥカーレ宮殿を装飾するために1632–1633年に委嘱した。作品は現在、モデナのエステンセ美術館に所蔵されている。

## 作品
ヴィーナスはほとんどトロンプ・ルイユの手法で描かれた右手でキューピッドに指図をし、キューピッドはこちらに向かって矢を放とうとしている。鑑賞者に向かって伸ばされるように描かれたヴィーナスの手とキューピッドの弓は絵画に「本物らしさ」を与え、鑑賞者は画中に誘われることになる。そして、自身を絵画の依頼者フランチェスコ1世と同一視するのである。背景では、マルスがこの光景を見出したところであり、芸術世界が現実世界に侵入してくる感覚を強調している。
この絵画に対する最後の支払いは、1634年1月18日になされた。グエルチーノは、エステ家の宮廷侍従チェーザレ・カヴァッツァから残額126スクード相当を受け取っている。なお、最初にグエルチーノに支払われた額は知られていないが、約30スクードであったと思われる。グエルチーノの伝記作者カルロ・チェーザレ・マルヴァージアは本作をグエルチーノが1634年に描いた最初の絵画であるとし、「モデナの紳士のために制作され、その地の最も穏やかな[公爵]に贈るためのキャンバス画、ヴィーナス、彼女の横に座る射手キューピッド、そしてマルスを表している」と述べている。1633年11月のグエルチーノからカヴァッツァへの文書は当時公爵のために制作中の絵画に触れており、絵画をすぐに仕上げ、同年のクリスマス前に渡すことを望んでいると記されている。支払いの日付を考えれば、おそらくその通りになったと考えられる。
本作は、1692-1694年の間にサッスオーロ・ドゥカーレ宮殿の「カーメラ・デイ・ソーニ (Camera dei Sogn＝夢の間)」にあったことが記録されている。フランチェスコ3世・デステは一家のコレクションの大半を1745-1746年にポーランド王アウグスト3世に売却した後、本作をモデナに移した。ナポレオン戦争中の1746年にはフランス軍が作品を略奪したが、1815年にエステ家のコレクションに戻った。